# Turebergshuset

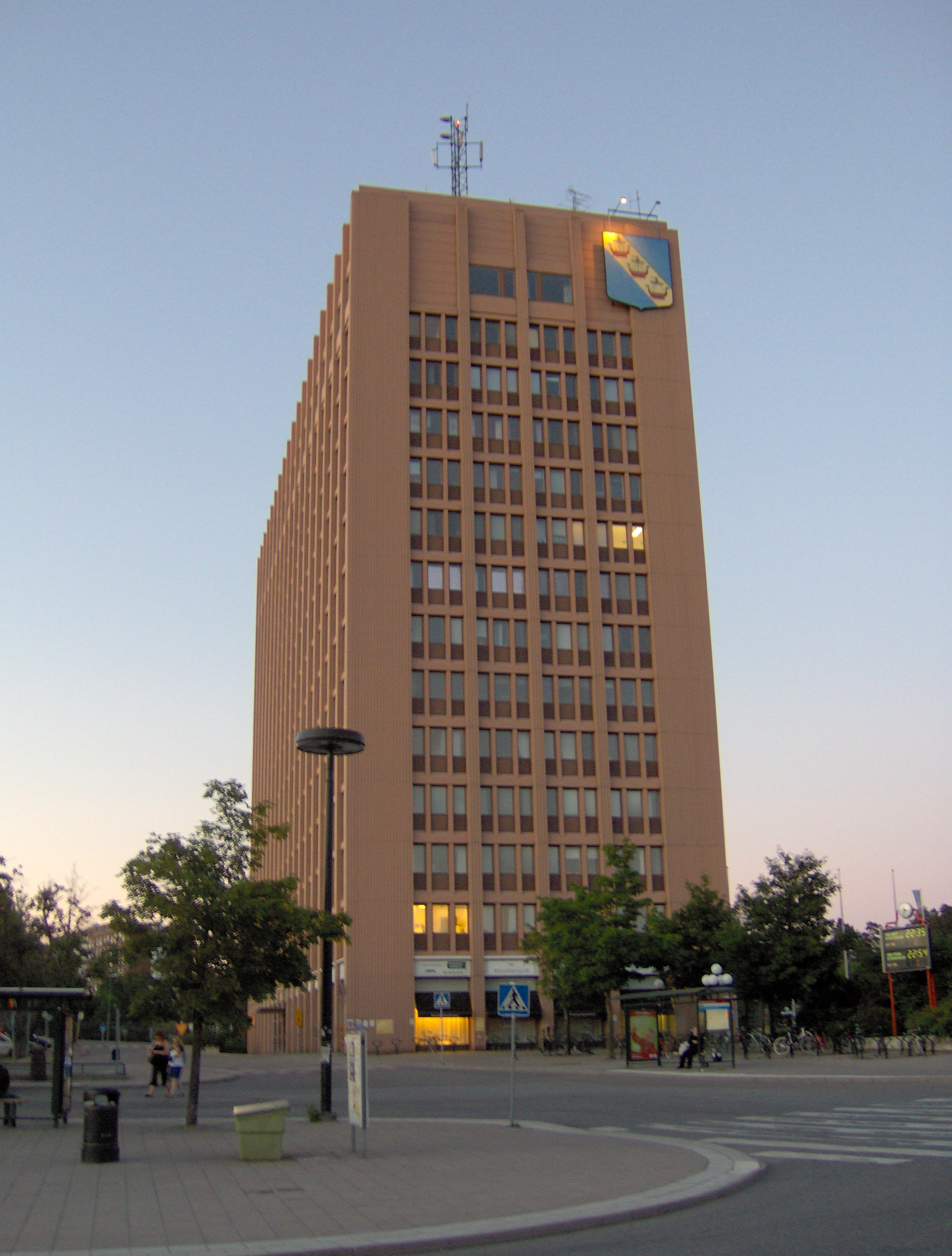
Turebergshuset i juni 2006

Turebergshuset är ett höghus med femton våningar vid Turebergs torg intill Sollentuna centrum, som huvudsakligen inrymmer Sollentuna kommuns administration samt bibliotek sedan 2023.
Turebergshuset ersatte de äldre administrativa lokalerna från 1946 som också de är belägna i Tureberg. Dessa lokaler visade sig i slutet av 1960-talet vara otillräckliga för verksamheten inom Sollentuna köping, vilket ledde till att köpingens styrelser och tjänstemän behövde använda provisoriska lokaler. Turebergshuset uppfördes åren 1974–1976 efter ritningar av arkitekterna Ulf Snellman och Tore Forsman som nytt kommunhus för den expanderande kommunen. Fastighetsägare är Sollentuna Kommunfastigheter AB. 
Under åren 2021–2022 genomgick byggnaden en totalrenovering och utbyggnad av bottenvåningen mot Turebergs torg.